# Lycoriella lundstromi
Lycoriella lundstromi är en tvåvingeart som först beskrevs av Frey 1948.  Lycoriella lundstromi ingår i släktet Lycoriella och familjen sorgmyggor.
Artens utbredningsområde är Finland. Arten är reproducerande i Sverige. Inga underarter finns listade i Catalogue of Life.